# 関市学習情報館
関市学習情報館（がくしゅうじょうほうかん）とは、岐阜県関市にある公共施設（学習施設）。わかくさ・プラザ学習情報館とも称する。

## 概要
関市生涯学習拠点施設「わかくさ・プラザ」の施設の一つ。わかくさ・プラザは学習情報館、総合福祉会館、総合体育館の3施設からなる複合施設である。関市立図書館、関市中央公民館、関市まなびセンターなどからなる複合施設である。1999年（平成11年）に開館。

## 施設概要

### 1階
- 関市立図書館
  - 一般・児童書コーナー
  - せき・わかくさ文庫
  - AVコーナー
  - おはなしコーナー
  - 和室
  - 研究室
  - 談話室
- 特別陳列室 - 文化財に関する展示[1]
- 関市中央公民館
  - 多目的ホール - 収容人員は350席
- 総合管理事務所
  - 関市役所生涯学習課
  - 中央公民館事務室
- Cafe＆Shop ソルフォーレ

### 2階
- 関市中央公民館
  - 創作実習室
  - 料理実習室
  - 音楽室
  - 視聴覚研修室
  - ギャラリー
  - 和室
  - 研修室

### 3階
- 関市まなびセンター
  - コスモホール（プラネタリウム） - ドーム径は12m。常設ではなく投影日に プラネタリウムの投影機器（MEGASTAR-ZERO）を設置し、業者にプラネタリウム投影を委託[2]
  - パソコン研修室
  - 教材開発室
  - 文献資料室
  - 教育相談室
- 関市ビジネスサポートセンター

### 屋上
- 関市まなびセンター
  - 天文台 - 口径15cm屈折式望遠鏡を設置
  - 天体観測広場

## 利用案内
ここではわかくさ・プラザについて記述する。学習情報館内の各施設はそれぞれ異なる。
- 利用時間：9:00～21:30
- 休館日：月曜日（休日を除く）、年末年始（12月29日～1月3日）

## 交通アクセス
- 長良川鉄道越美南線「関市役所前駅」下車、徒歩で約10分。
- 関シティバス「わかくさプラザ」バス停より徒歩ですぐ。
- 岐阜バス：岐阜関線「関シティターミナル」バス停より徒歩で約12分。
  - 名鉄岐阜駅（岐阜バスターミナル）、JR岐阜駅（JR岐阜駅バスターミナル）より【B81】「せき東山」、【B83】「岐阜医療科学大学」行きに乗車。
- 名鉄バス・岐阜バス：高速美濃・関 - 名古屋線「関市役所・わかくさプラザ」バス停より徒歩ですぐ。
  - 名鉄バスセンターより「中濃庁舎」行きに乗車。※ 往路のみ。中濃庁舎発は経由しない。